# Kaloula kalingensis
Kaloula kalingensis е вид земноводно от семейство Microhylidae. Видът е световно застрашен, със статут Уязвим.

## Разпространение
Разпространен е във Филипини.